# Üzbegisztán
Üzbegisztán (üzbégül: O‘zbekiston), hivatalos nevén: Üzbég Köztársaság (üzbégül: O‘zbekiston Respublikasi) független állam Közép-Ázsiában. 1924-től 1991-ig a Szovjetunió tagállama volt. Keleten Kirgizisztán, északkeleten, északon és északnyugaton Kazahsztán, délnyugaton és délen Türkmenisztán, délen Afganisztán és délkeleten Tádzsikisztán határolja.
Mintegy 35 millió fő lakosságával (2023)  Közép-Ázsia legnépesebb országa. Üzbegisztán rendelkezik Közép-Ázsia legtöbb történelmi örökségével, területén található Szamarkand és Buhara, a régi Turkesztán legjelentősebb kultúrközpontjai. Itt volt az egykori Szogdia, és ezen a területen haladt végig egykor a selyemút is.
Területe érinti az egykor hatalmas, de mára majdnem kiszáradt Aral-tavat, és a világ azon két országának egyike (Liechtenstein mellett), amelyeknek a világtengerekhez való hozzáféréshez legalább két állam területén kell átkelniük.
Fővárosa és legnagyobb városa Taskent. A túlnyomóan iszlám országot a nem kormányzati, emberi jogi szervezetek „korlátozott polgári jogokkal rendelkező, autoriter államként” jellemezték.

## Történelem

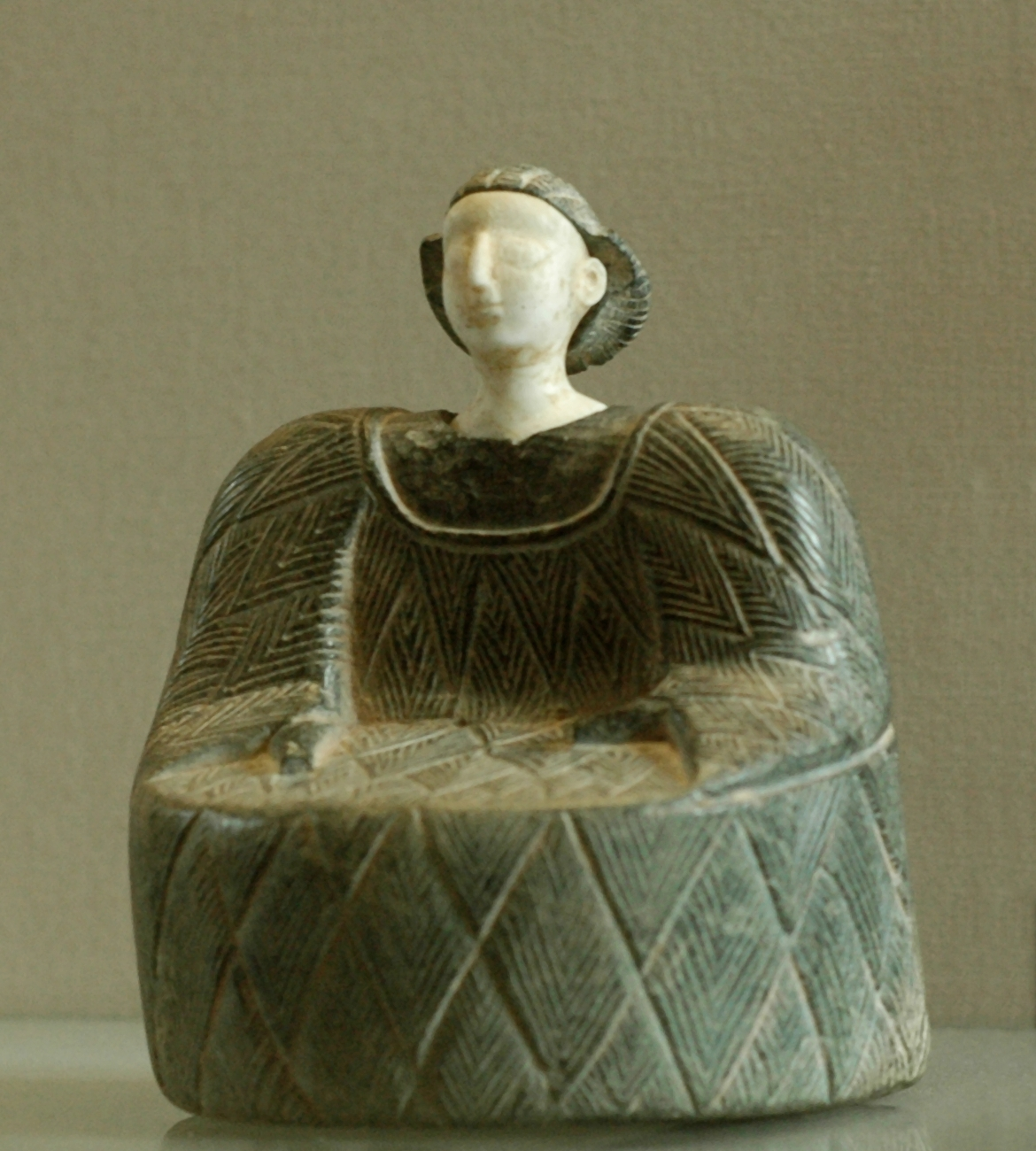
Bálványszobor a baktriai civilizáció idejéből, i. e. 2. évezred

Kezdetben iráni nyelvű népek az iszlamizáció kezdetéig éltek itt. A 10. században érkeztek a területre török nyelvű népek, akik megalapították a Karahanida államot. A Karahanida állam mongol uralom alá került, majd 1370-ben Szamarkand központtal Timur Lenk alapította meg birodalmát. A timuridák uralma a 15. század végéig tartott. 1500-ban Sejbán vezetésével kipcsak-törökök törtek be északról, az Arany Horda területéről, és elfoglalták Szamarkandot. Ez a kipcsak nép üzbégnek (özbegnek) hívta magát, az Arany Horda 1313-1341 között uralkodó kánjának neve után, akit Üzbeknek hívtak. Az üzbég etnonim tehát csak ekkor, a 16. századtól jelent meg Közép-Ázsiában. Sejbán megalapította a Bukharai Kánságot. A Bukharai Kánságból szakadt ki 1709-ben a Kokandi Kánság.
1598-ban részben jött létre a Hívai Kánság, amely 1873-ig független volt, 1873 után pedig orosz protektorátus alá került. Oroszország 1868-ban foglalta el a Kokandi Kánságot és helyezte saját protektorátusa alá a Bukharai Kánságot.
1917-ben az egykori Kokandi Kánság területe Oroszország uralma alá került (bár de facto nem lett Oroszország része), mint a Taskent fővárosú Turkesztáni Autonómia része. Ekkor Híva és Bukhara formálisan függetlenné váltak. A fehérek és vörösök közötti polgárháború Hívára és Bukharára is kiterjedt. 1919-re a vörösök elfoglalták Kokandot, Hívát és Bukhara nagy részét is, bár az ún. baszmakok (antibolsevisták) ellenállása egészen 1922-ig (egyes helyeken 1938-ig) tartott. 1920-ban a vörösök megalapították a Horezmi (volt Híva) és Bukharai Népi Szovjet Köztársaságokat (míg Kokand az újonnan megalakuló Kirgiz Autonóm Tartomány része lett). Bukhara része volt ekkor a mai Tádzsikisztán is, amely 1924-ben autonómiát kapott Bukharán belül. Horezm és Bukhara Népi Szovjet Köztársaságok 1923-ban csatlakoztak a Szovjetunióhoz, mint köztársaság.
Az Üzbég Szovjet Szocialista Köztársaságot 1924. október 27-én alapították meg, alapja a Bukharai Szovjet Szocialista Köztársaság (Tádzsikisztánnal együtt), ehhez csatolták a Horezmi Szovjet Szocialista Köztársaság egy részét (a másik része a szintén ekkor kialakítandó Türkmenisztánhoz került) és a Fergana völgyet. Üzbegisztán első fővárosa Szamarkand volt, a fővárost csak 1930-ban helyezték át Taskentbe. A Tádzsik Autonómia 1929-ig volt Üzbegisztán része, 1929-ben ebből alakították ki a Tádzsik Szovjet Szocialista Köztársaságot, mint a Szovjetunió egyik önálló tagköztársaságát. A Karakalpak Autonómia 1936-ig Kazahsztánhoz tartozott, a területet ekkor kapta meg Üzbegisztán. Így tehát Üzbegisztán mai határai 1936-ra alakultak ki.
A sztálini évtizedek alatt kezdődött meg Üzbegisztánban az iparosítás, a nehézipar kiépítése. Ekkor veszi kezdetét az ipari mértékű gyapottermesztés. Az iskolahálózat kiépítésével felszámolták a korábban jellemző analfabetizmust. 1944-ben Üzbegisztánba telepítettek néhányat a deportált népcsoportok közül (csecseneket, meszheti törököket), ami később etnikai konfliktusok forrásává vált.
1966-ban földrengés pusztította el Üzbegisztán fővárosát, Taskentet. Ezt követően Taskentet szinte teljesen újjáépítették, afféle szovjet mintavárost teremtettek belőle.
Üzbegisztánhoz kapcsolódik a kései Szovjetunió legelső nagyobb válsága, az „üzbég maffia ügye” (1983-tól), ami először tette nyíltan és beismerten is világossá a Szovjetunió lakosai számára a Kommunista Párt korruptságát. 1989-ben a Fergana-völgyben súlyos etnikai konfliktusok zajlottak az üzbégek és az oda telepített meszheti törökök között.
1989 óta a Szovjetunió Kommunista Pártjából érkezett Islom Karimov állt Üzbegisztán élén 2016-ig, akit személyi kultusz övezett. Először 1990-ben választották Üzbegisztán elnökévé. 1991 decemberében Üzbegisztán a Független Államok Közösségének tagja lett. 1991. augusztus 31-én deklarálta függetlenségét. Karimov elnököt 2007 decemberében választották újjá, megszegve az alkotmány azon rendelkezését, amely csak két elnöki ciklust tesz lehetővé egyetlen személy számára.
Üzbegisztán világi állam, hivatalosan többpárti demokrácia, azonban az ellenzéki véleményeket megfogalmazókat (különösen az iszlám és a liberális ellenzéket) üldözik. Üzbegisztán hintapolitikát folytatva hol a Nyugat, hol Oroszország szövetségeseként jelenik meg a világpolitikában. Az ország 2001-ben átadott néhány volt szovjet bázist az amerikaiaknak afganisztáni hadműveleteikhez.

## Földrajza

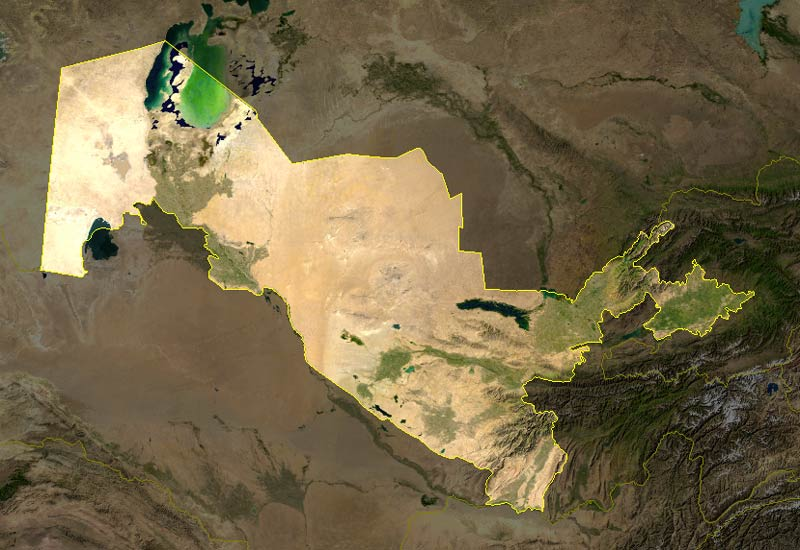
Üzbegisztán műholdas képe

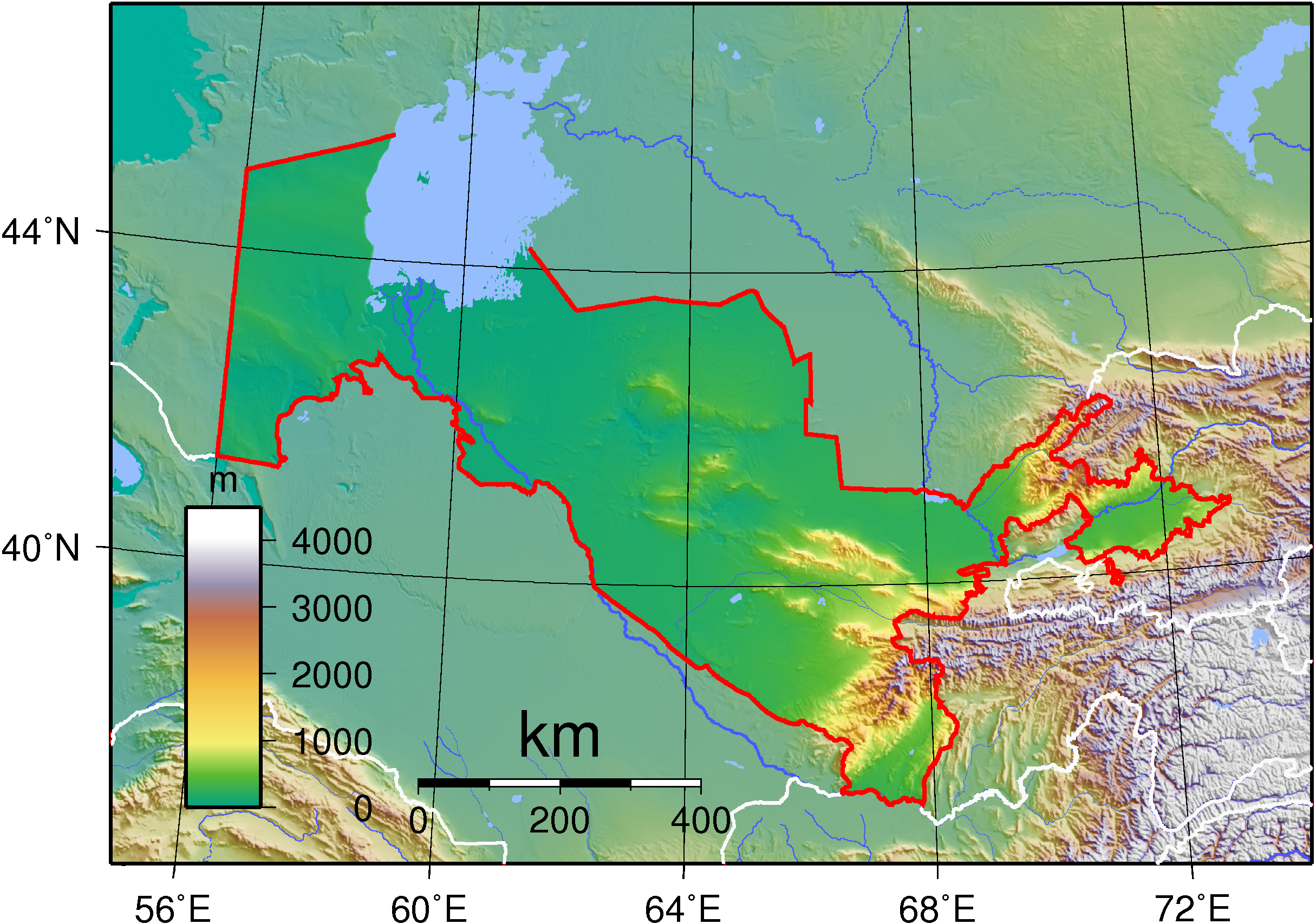
Domborzati térképe
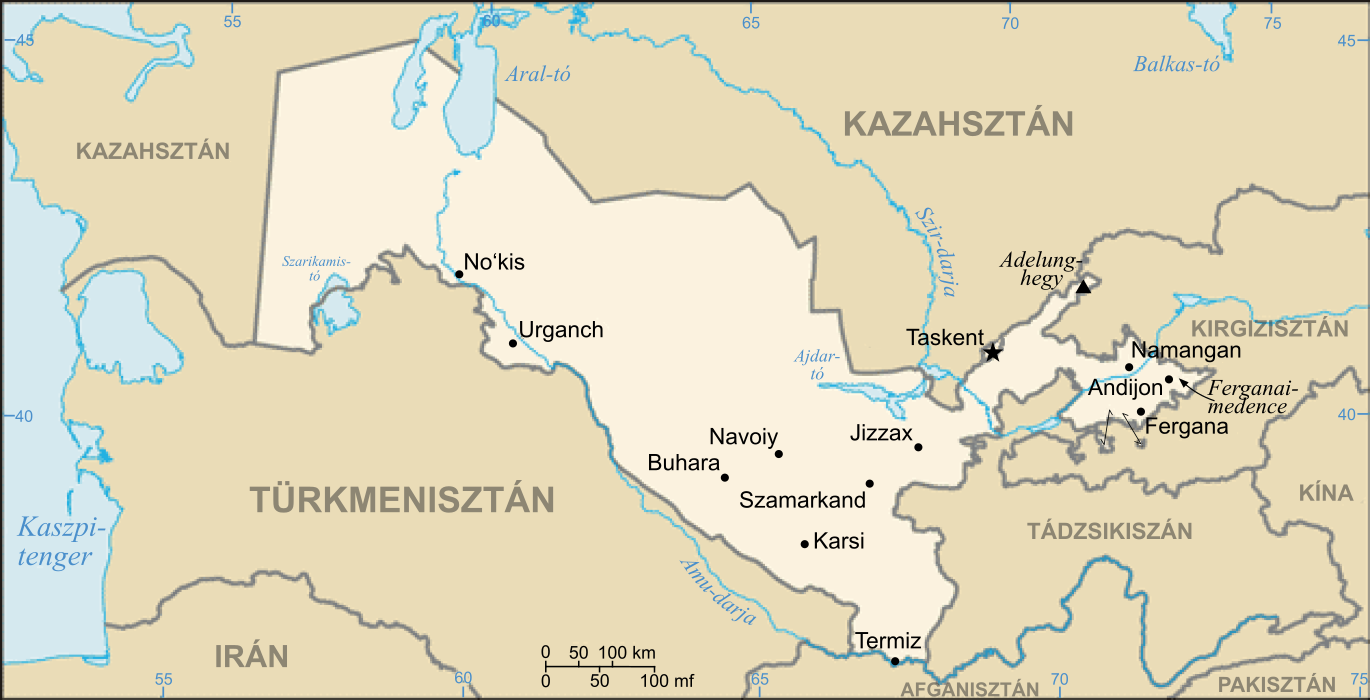
Politikai térkép
Éghajlati térképe
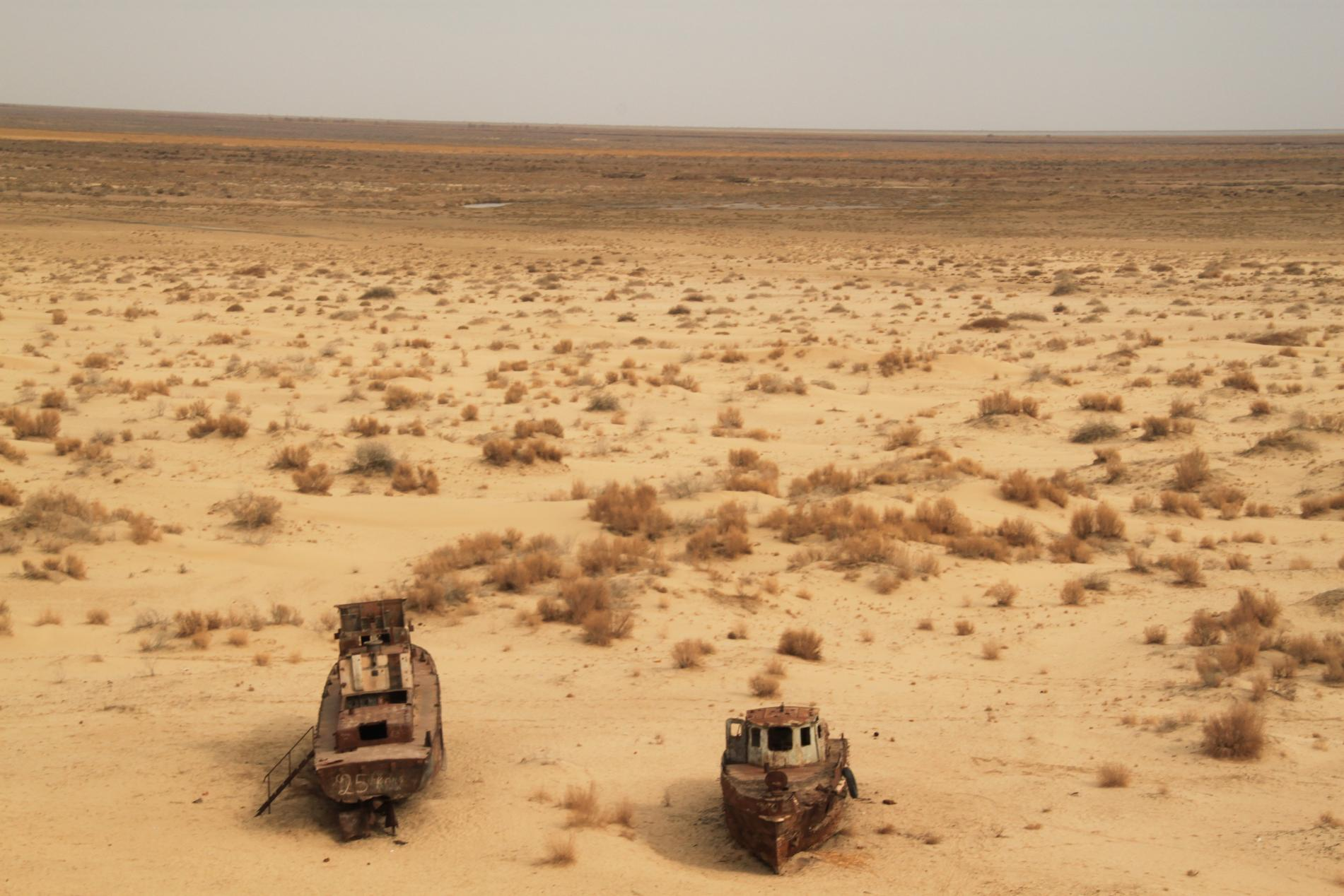
Elhagyott hajók az Aral-tó kiszáradt részén, Moynaq

### Elhelyezkedés
A közép-ázsiai ország az Aral-tó medencéjétől a Tien-sanig húzódik. Északi szomszédja Kazahsztán, délnyugati Türkmenisztán, déli Afganisztán, délkeleti Tádzsikisztán, keleti pedig Kirgizisztán.

### Domborzat
Nyugati részén, a kiszáradó Aral-tó déli partján mocsaras süllyedékek találhatók, ettől keletre a száraz Turáni-alföld, majd még tovább délkeletre, az ország közepén a Kizil-kum sivataga húzódik. Az ország keleti és déli részét a Tien-san vonulatai hálózzák be.
Felszínének nagy része sík vagy enyhén hullámos, a keleten-délkeleten emelkedő, a 4000 méteres magasságot is elérő közép-ázsiai hegyek az összterület egynegyedét teszik ki.
Legmagasabb pontja: Khazret Sultan, 4643 méter. A második legmagasabb hegycsúcs az Adeloga Toghi a maga 4301 méteres tengerszint feletti magasságával, míg a harmadik legmagasabb pontja az országnak a Beshtor-hegy, amely 4299 m magas.
A keleti hegyek között négy hatalmas völgy terül el, amelyek közül a legjelentősebb a termékeny Fergánai-medence. A hegyi folyók számos oázisát táplálják.

### Vízrajz
| Folyói: - Amu-darja - Szir-darja - Chirchiq |  | Tavai: - Aral-tó - Ajdar-tó - Karjakkumi-víztározó - Szarikamisz-tó - Csarvaki-víztározó |  |

### Éghajlata
Az ország éghajlata mérsékelt, száraz kontinentális. Az évi csapadék kevés (100–200 mm), és többnyire télen és tavasszal hull le.

### Környezeti problémák
Az egykori Szovjetunióban jellemző több évtizedes környezetvédelmi elhanyagolás a torz gazdaságpolitikával párosult, így Üzbegisztán környezeti válsága a FÁK számos országa közül az egyik legsúlyosabb lett. A mezőgazdasági vegyszerek nagyarányú igénybevétele, a hatalmas mennyiségű öntözővíz elvezetése a régiót tápláló két folyóból, valamint a víztisztító telepek krónikus hiánya olyan tényezők közé tartozik, amelyek óriási egészségügyi és környezeti problémákat okoztak.
Az üzbegisztáni környezeti pusztítást legjobban az Aral-tó katasztrófája példázza. Az Amu-darja és a Szir-darja gyapottermesztésre és egyéb célokra való átirányítása miatt az egykor a világ negyedik legnagyobb beltengeréből mára alig maradt valami. A tó kiszáradása és a terület szikesedése kiterjedt só- és porviharokat okozott az egykori beltenger kiszáradt fenekéről, jelentős károkat okozva a régió mezőgazdaságában és ökoszisztémáiban, valamint a lakosság egészségében. Az elsivatagosodás a növény- és állatvilág nagyarányú elvesztéséhez, a szántóterületek elvesztéséhez, az éghajlati viszonyok megváltozásához, a megmaradt művelt földterület hozamának kimerüléséhez vezetett.
Az Aral-tengeri katasztrófa azonban csak a környezetromlás leglátványosabb jele. A rossz vízgazdálkodás és a mezőgazdasági vegyszerek erős használata a levegőt is szennyezte. A só- és porviharok, valamint a gyapottermésre szánt peszticidek permetezése a levegőminőség súlyos romlásához vezetett. A városi területeken a gyárak és az autók károsanyag-kibocsátása egyre nagyobb veszélyt jelent a levegő minőségére. A 2010-es években a gyári füstkémények kevesebb mint fele van felszerelve szűrőberendezéssel, és egyik sem képes hatékonyan kiszűrni a káros kibocsátásokat. Ezenkívül a meglévő szűrők nagy százaléka hibás vagy nem működik. Taskent, Fergana és Olmaliq légszennyezettségi adatai azt mutatják, hogy mindhárom város túllépi az ajánlott dinitrogén-dioxid- és részecskeszintet. Nagy mennyiségű nehézfém található Üzbegisztán légkörében, főként a fosszilis tüzelőanyagokból, hulladékanyagokból, valamint a vas- és színesfémkohászatból származóan.

## Politika

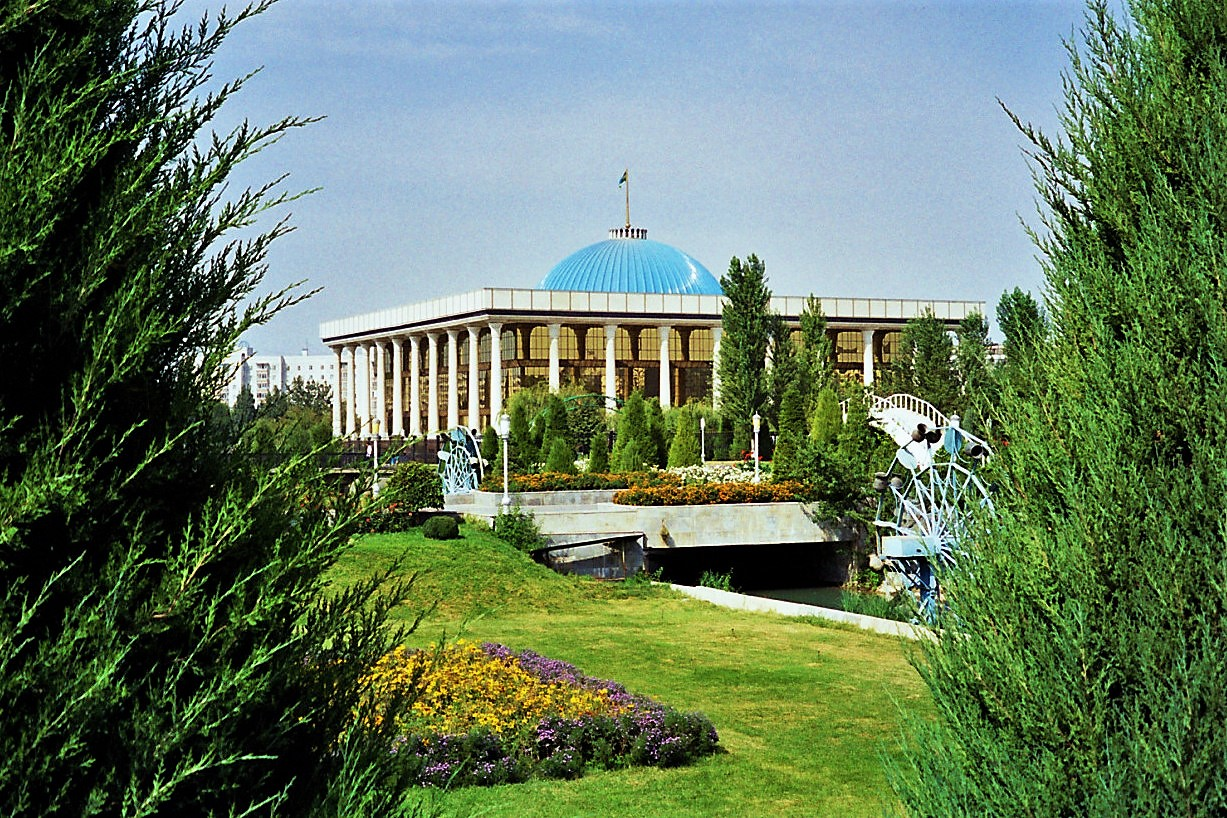
A Legfelsőbb Gyűlés (parlament) épülete

### Politikai rendszer, választási rendszer
Akárcsak több más, volt közép-ázsiai posztszovjet állam, Üzbegisztán is elnöki rendszerű köztársaság.
1990-től, az ország függetlenségének kikiáltásától kezdve 2016-ban bekövetkezett haláláig Islom Karimov elnök állt az ország élén.

### Törvényhozás-, végrehajtás, igazságszolgáltatás
Az ország parlamentje az Oliy Majlis, amely egykamarás. A parlamentben 250 képviselő foglal helyet, akiket öt évre választ a nép.

### Jogállamiság
A 2010-es években az országot több emberjogi szervezet a világ legkegyetlenebb diktatúrái közé sorolja, mivel az állam minden felett ellenőrzést gyakorol, igazságszolgáltatása pedig nem az emberi alapjogok védelmére épül. Továbbá az elnök, hasonlóan más diktátorokhoz, szívesen alkalmazta a személyi kultusz egyes elemeit is.
A 2020-as évek elején továbbra is tekintélyuralmi állam, és kevés jele van a demokratizálódásnak. A 2020-as évek elején egyetlen ellenzéki párt sem működik legálisan. A 2010-es évek apró reformjai ellenére valódi ellenzéki pártok nem léphetnek fel, és minden bejegyzett párt támogatja Shavkat Mirziyoyev hivatalban lévő elnököt.
A 2020-as évek elején a médiát is továbbra is szigorúan ellenőrzik a hatóságok.
A békés tiltakozások erőszakos leverése az autonóm Karakalpaksztán Köztársaságban tovább korlátozta a gyülekezési szabadságot.
A Freedom House 2023-as jelentése a konszolidált (tartós) autoriter rezsimek közé sorolta az országot.

## Közigazgatási beosztás
Üzbegisztán 12 tartományra (vilajet – viloyat), 1 városra (shahr) és egy autonóm köztársaságra (Respublikasi) oszlik:
1. Toshkent Shahri
2. Andijon Viloyati
3. Buxoro Viloyati
4. Fargʻona Viloyati
5. Jizzax Viloyati
6. Namangan Viloyati
7. Navoiy Viloyati
8. Qashqadaryo Viloyati
9. Samarqand Viloyati
10. Sirdaryo Viloyati
11. Surxondaryo Viloyati
12. Toshkent Viloyati
13. Xorazm Viloyati
14. Karakalpaksztáni köztársaság (Qoraqalpogʻiston Respublikasi)

## Népesség

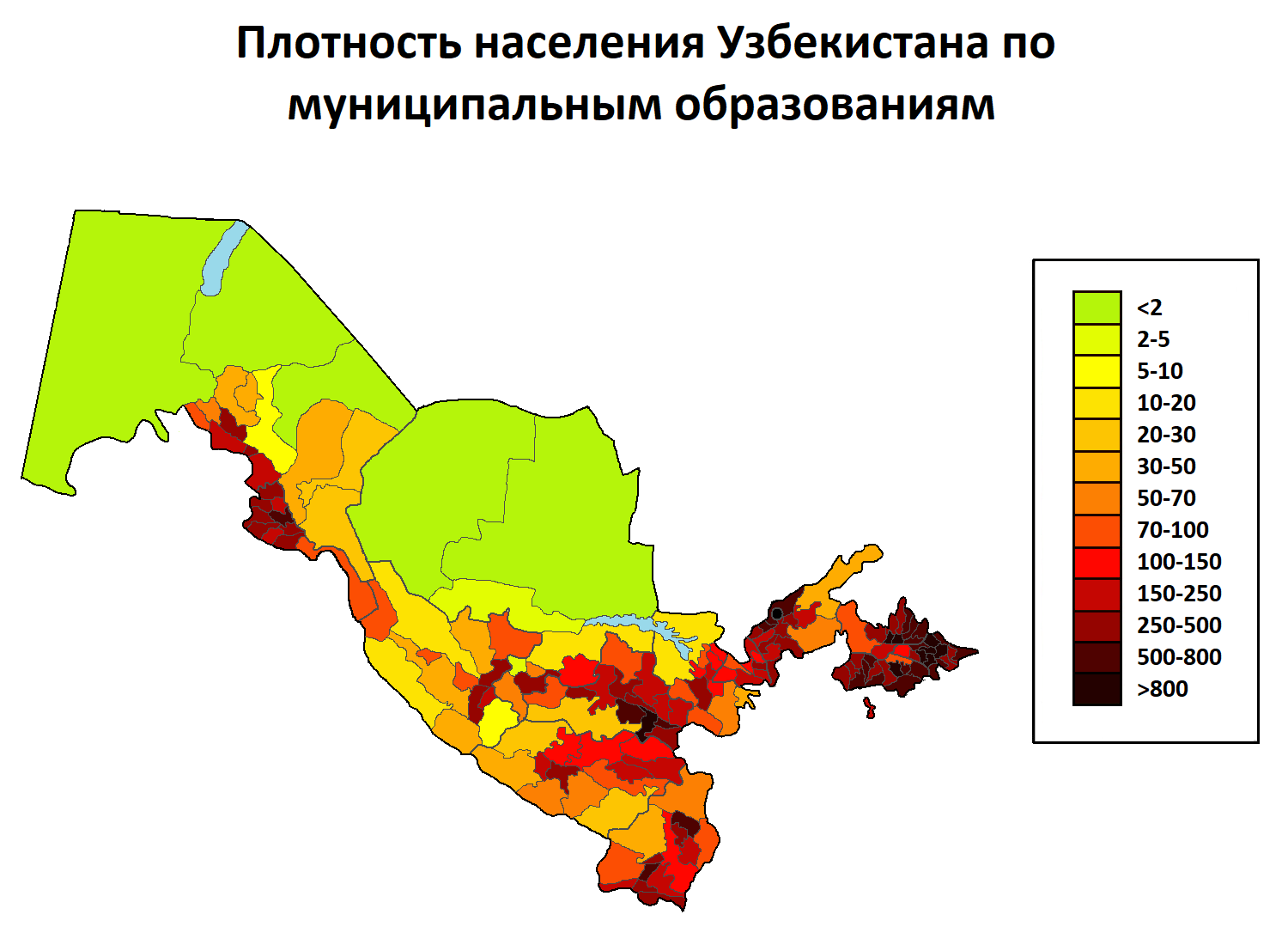
Üzbegisztán népsűrűsége (2020). Míg az északi és nyugati, sivatagos országrész alig lakott, az Amu-darja mente és főleg a déli, délkeleti országrész igen magas népsűrűségi mutatóval rendelkezik.

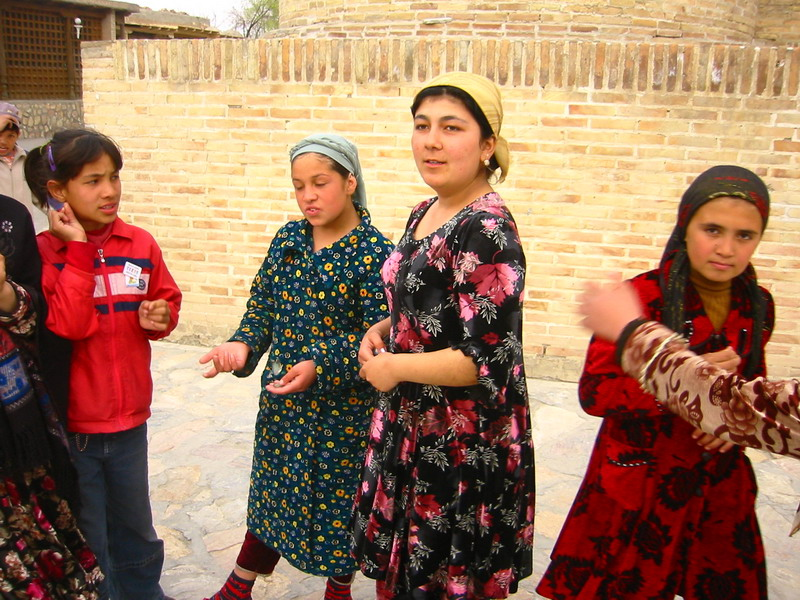
Buharai asszonyok

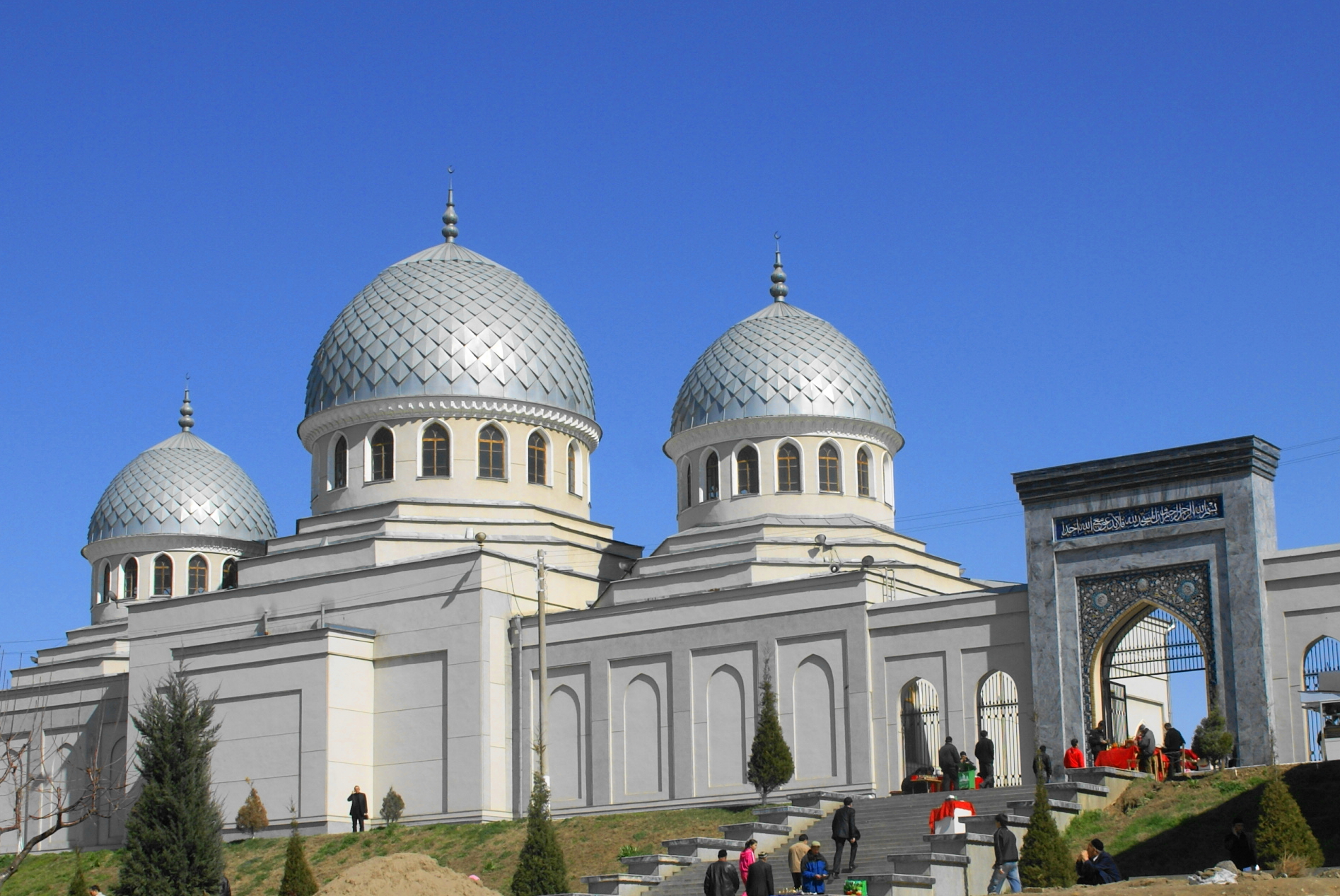
Modern mecset a fővárosban

### Főbb demográfiai adatok
- Városi lakosság aránya: 37% (2017)
- Születéskor várható élettartam: férfiaknál 71 év, nőknél 77 év (2017)
- Népességnövekedés: 1,68% (2017)
- Írástudatlanság: 0% 15 év felett

### Népességének változása
| Lakosok száma | 31 576 400 | 33 570 609 | 34 915 100 |
|               | 2016       | 2020       | 2021       |

### Nyelvek
Az országban a hivatalos nyelv az üzbég, de beszélik még az orosz és a tádzsik nyelvet is.
1992-től latin ábécét használnak.

### Etnikumok
Hivatalos források alapján az üzbégek alkotják a népesség többségét (84,5%). 
Az egyéb jelentősebb etnikai csoportok (2021-ben): az oroszok 2,1%, a tádzsikok 4,8%, a kazakok 2,4%, a karakalpakok 2,2% és a tatárok 0,5%.

### Vallás
A 2010-es években vallásilag a lakosság 
- 88-92%-a muszlim (főleg szunnita),
- 6-9%-a orosz ortodox,
- a csekély maradék egyéb vallású, vallástalan.

## Gazdaság
1991. szeptemberi függetlensége óta az állam nagyrészt megőrizte a szovjet típusú irányított gazdaságát, támogatásokkal, valamint a termelés, az árak és a devizához való hozzáférés szigorú ellenőrzésével. A gazdaság diverzifikálására irányuló folyamatos erőfeszítések ellenére az üzbég mezőgazdaság továbbra is nagyrészt a gyapotra összpontosít; Üzbegisztán a 2010-es évek vége felé a világ ötödik legnagyobb gyapotexportőre és hetedik legnagyobb termelője. A devizabevételek jelentős részét a földgáz-, arany- és gyapotexport adja. A szovjet korszak gigantikus villamosenergia-termelő létesítményeivel és bőséges földgázellátásával Közép-Ázsia legnagyobb áramtermelőjévé vált. A napenergia egyre fontosabb szerepet tölt be. 2025-ben 11 naperőmű működött, a buharai naperőmű 860 000 panellel rendelkezett, ami 400 000 otthon energiaellátását biztosította. 2030-ra az ország energiaszükségletének 54%-át megújuló energiával tervezik fedezni.

### Általános adatok
- Pénznem: szom
- Hazai össztermék (GDP)/fő: 7000 USD (2017-es becslés).[22]
- Nemzeti össztermék (GNP) megoszlása: mezőgazdaság 36%, ipar 21%, szolgáltatások 43%. [forrás?]
- Munkanélküliség: 5% (2017)[22]
- Munkaerő: 11 900 000 fő.
- Infláció: 12,5% (2017)[22]

### Mezőgazdaság, ipar
- Mezőgazdaság: Legfontosabb mezőgazdasági terményei a gyapot, rizs, szőlő, gyümölcs, zöldség, búza, kukorica és a burgonya. A hegyvidékeken karaküljuhot tenyésztenek, nevezetes a Fergánai-medence selyemhernyó-tenyésztése.
- Ipar: Iparága a hagyományos textil- és élelmiszeripar, valamint a vegyipar, gépgyártás, papírgyártás jellemző.

### Külkereskedelem
- Importcikkek: gépek, berendezések, üzemanyag, élelmiszerek, vegyszerek, fémek.
- Exportcikkek: gyapot, földgáz, arany, elektromos energia, műtrágya, fémek, textíliák, élelmiszerek.

Főbb kereskedelmi partnerek 2019-ben: 
- Import: Kína 23%, Oroszország 18%, Dél-Korea 11%, Kazahsztán 9%, Törökország 6%, Németország 5%
- Export: Svájc 19%, Egyesült Királyság 17%, Oroszország 15%, Kína 14%, Kazahsztán 9%, Törökország 8%, Kirgizisztán 5%

## Közlekedés

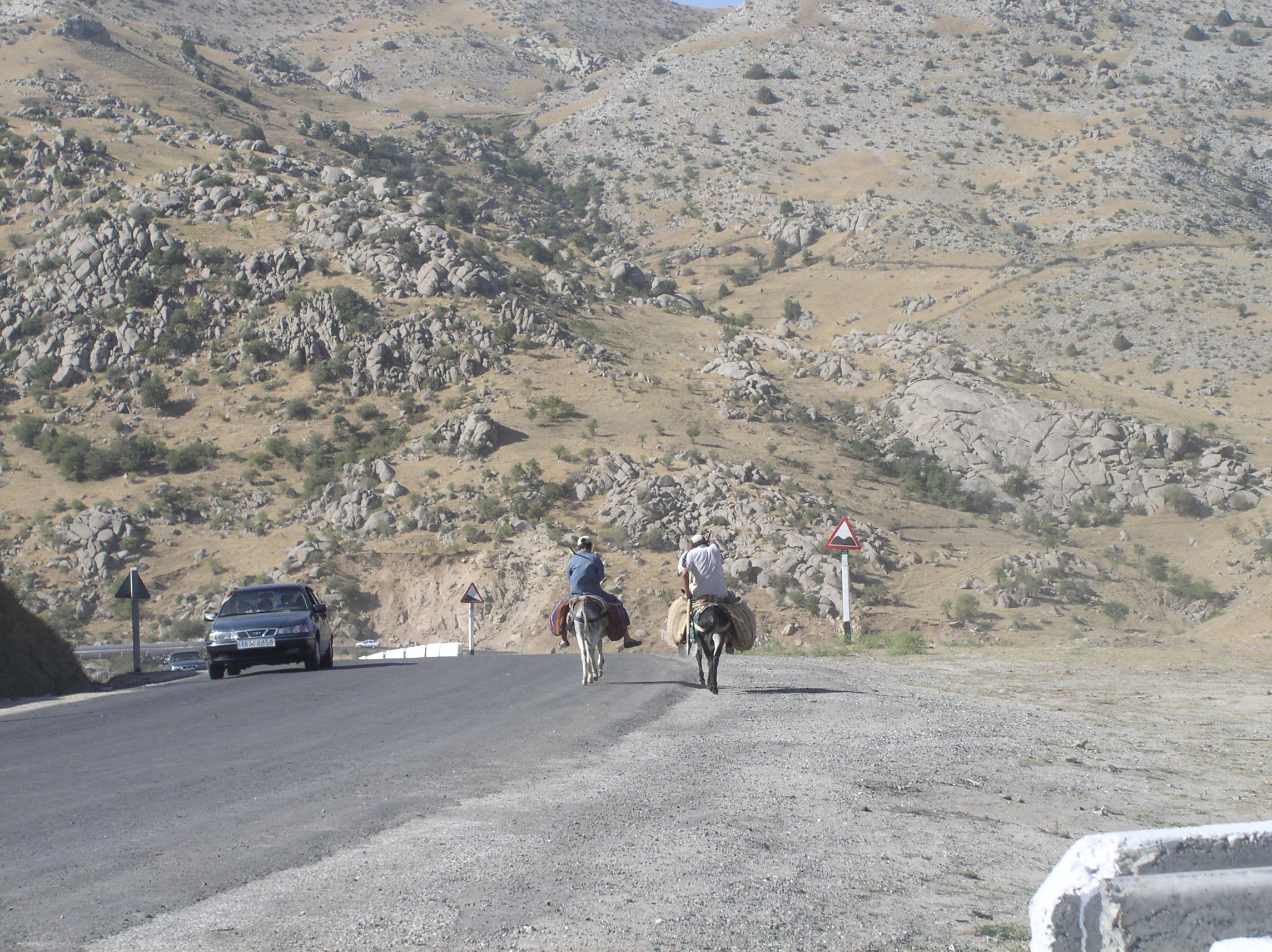
Út Szamarkand és Shakhrisabz között

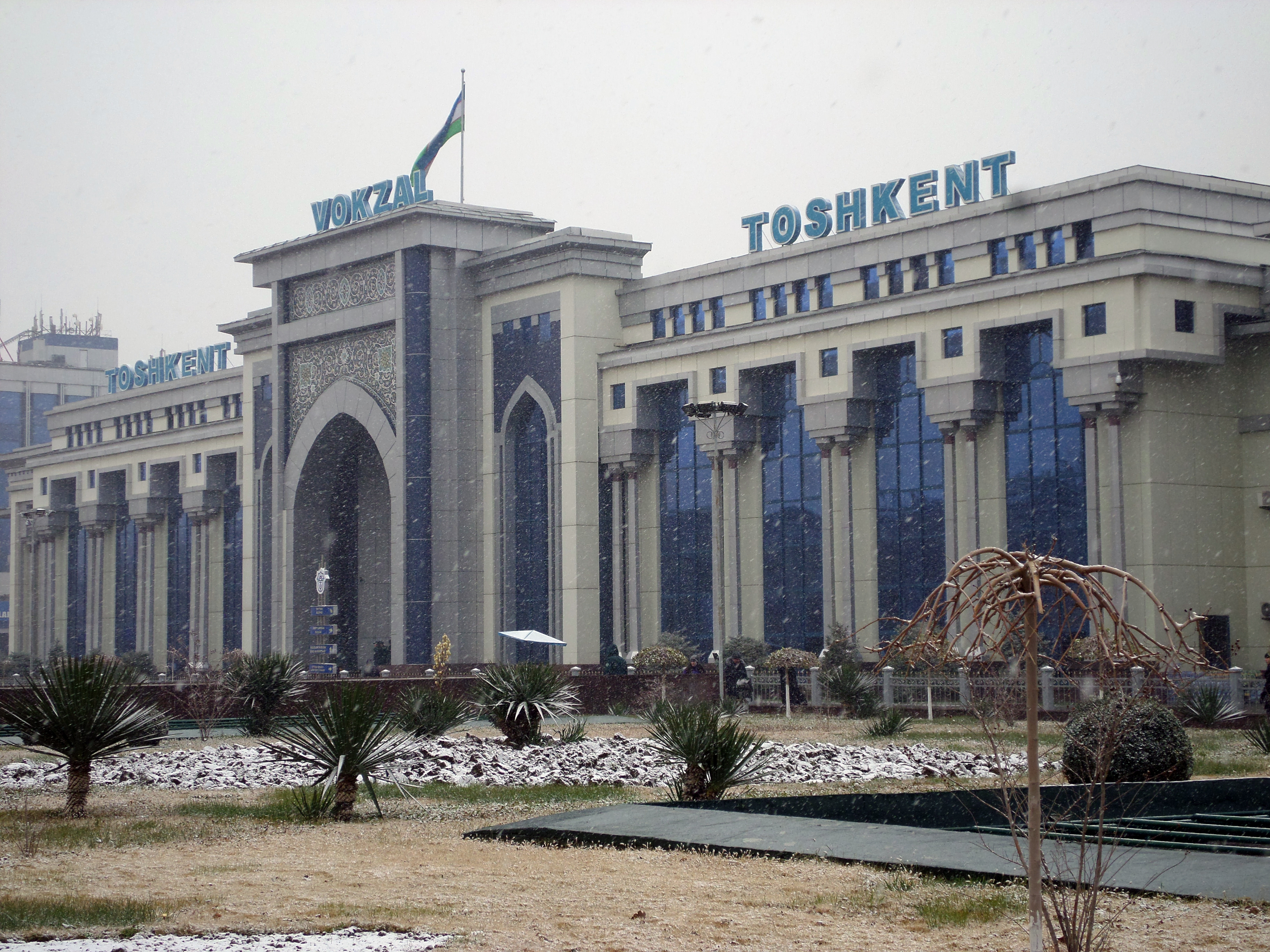
Taskent főpályaudvara

### Közúti közlekedés
Üzbegisztánban a szomszédaihoz viszonyítva jó utak találhatók. Az utak hossza 86 500 km, amelyből 75 500 km szilárd burkolatú. A legfontosabb út a Taskent-Szamarkand-Buhara-Urgencs-Nukusz. A legfontosabb autópálya az M-39, amely Taskent és Buhara között húzódik.

### Vasúti közlekedés
A közlekedésben a vasút dominál. Kb. 4300 km (2016) a vasutak hossza.

### Vízi közlekedés
A hajózható vízi utak hossza 1100 km. Folyami kikötő: Termiz (Amu Darja).

### Légi közlekedés
Az Üzbég Köztársaság függetlenségének kikiáltása után, az Üzbég Köztársaság elnökének 1992. január 28-i rendeletével összhangban, az Üzbegisztáni Polgári Repülési Minisztérium alapján létrehozták az Uzbekistan Airways Nemzeti Légitársaságot, amely a korábbi Polgári Repülési Uniós Minisztérium fennhatósága alá tartozott. A légi közlekedés Üzbegisztán gazdaságának egyik vezető ágazata, amely az ország nemzetközi, gazdasági, diplomáciai és kulturális kapcsolatainak fejlesztését szolgálja a külvilággal . Taskent, Nukus, Szamarkand, Buhara, Ürgencs, Termiz, Karsi, Namangan, Fergana és Navoiy városokban modern felszereléssel felszerelt repülőterek találhatók. A Taskenti Nemzetközi Repülőtér a Közép-Ázsia régió legnagyobb nemzetközi repülőtere. Bukhara, Szamarkand és Ürgencs repülőterei szintén nemzetközi státusszal rendelkeznek. Az Uzbekistan Airways nemzeti légitársaság rendszeresen 20 nemzetközi járatot indít. 44 képviseleti irodát nyitottak Európa, Amerika, Délkelet-Ázsia és a FÁK országainak városaiban A függetlenség évei alatt az Üzbég Köztársaság kormánya 1 milliárd 200 millió dollárt különített el a légiközlekedési iparra. Fejlett modern infrastruktúrát építettek ki. Minden nemzetközi járatot Boeing 767/757, Airbus A310 és U-85 repülőgépekkel közlekedtetnek. Az Uzbekistan Airways nemzeti légitársaság együttműködik az Airbus, a Boeing vállalatokkal, az Iljusin orosz tervezőirodával, valamint különböző területeken működő német és francia cégekkel.

## Telekommunikáció
| Hívójel prefix | UJ-UM |
| ITU zóna       | 30    |
| CQ zóna        | 17    |

## Kultúra

### Kulturális intézmények

#### Oktatási rendszer
Az iskolakötelezettség 10 év.
Üzbég egyetemeken összesen 40 000 diák tanul.
Egyetemek:
- Üzbegisztáni Nemzeti Egyetem
- Taskenti Állami Agráregyetem
- Termezi Állami Egyetem[halott link]

#### Kulturális világörökség
A világ kulturális örökségének része az UNESCO szerint:
- Itchan-Kala, Xiva történelmi óvárosa
- Buhara történelmi óvárosa
- Shahrisabz történelmi óvárosa
- Szamarkand

### Művészetek

#### Zene
Az országban is elterjedt a popzene, egyik hírességük Shahzoda énekesnő.

#### Gasztronómia

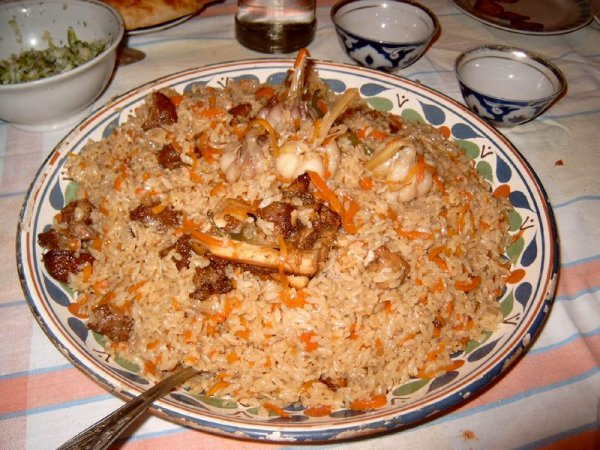
Palov

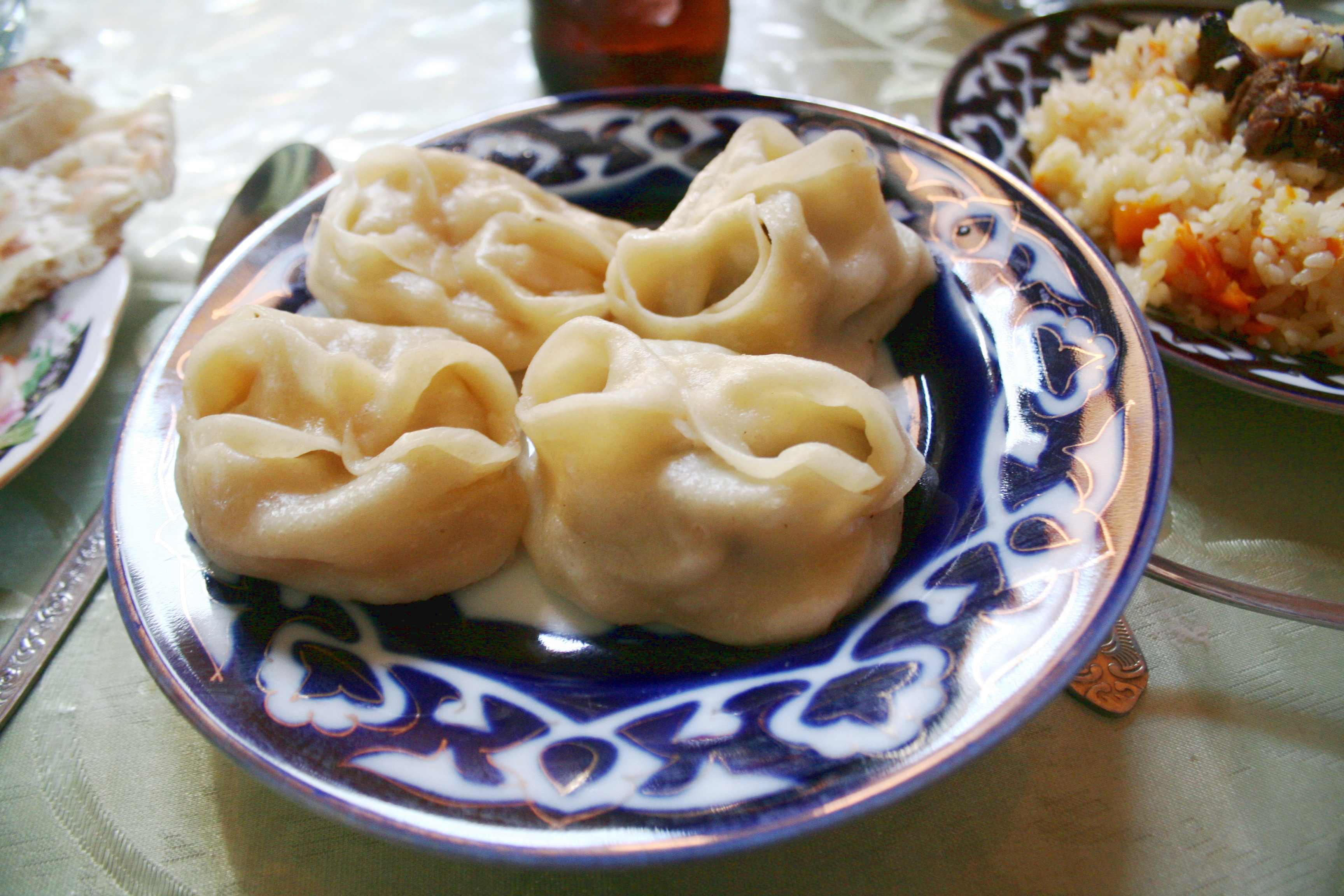
Manti

Az üzbég gasztronómiában szokatlanul széles a tésztafélék választéka, ugyanakkor a környező népektől is sok elemet kölcsönzött. A buharai zsidóság például nagy hatást gyakorolt az üzbég konyhára.
A birkatenyésztés nagyfokú elterjedése miatt legalapvetőbb hozzávaló a birkahús, mely különféle üzbég fogások része. A közismert muzulmán ételt, a piláfot errefelé palov-nak nevezik. Alapanyagai ugyanolyanok, mint Türkmenisztánban vagy akár Tádzsikisztánban: kockára vágott hús, reszeltsárgarépa, rizs és hagyma. Elkészítése méretes üstben történik. A változatosság kedvéért adnak hozzá olykor mazsolát, csicseriborsót, borbolyát, esetleg valamilyen egyéb gyümölcsöt.
Különleges alkalmakon olyan nagy adag piláfokat készítenek, hogy az akár ezer embernek is elegendő. Ilyen alkalom lehet ünnepnap, illetőleg esküvő. A piláfnak még egyéb változatai is vannak, mint a nahor osi, amely reggelire szolgál általában 6 és 9 óra között.
A surpa egy jókora darab zsíros birkahúsból és zöldségekből főzött leves, ugyanúgy nem ismeretlen más közép-ázsiai konyhákon. Egyéb tésztaalapú ételek a norin és a langman, melyek szolgálhatnak főételként, vagy levesekhez kísérőkként. Főételek lehetnek az olyan tésztás ételek, mint a szomsza, huhvara és manti vagy töltött tésztás párnácskák. Szintén a főételek közé tartoznak a kebabok és a dimlama húsból, esetleg zöldségből párolt pörkölt.
A zöldtea Üzbegisztán nemzeti itala, míg Taskentben népszerűbb a fekete tea. A teaházaknak régi hagyománya van az országban. A tea az étkezést vezetheti fel, ugyanakkor (mint más népeknél is jellemzően) a vendégszeretet kifejezőeszköze.
Nyaranta kedvelt ital az ayran nevű hűsítő joghurt.
Az alkoholfogyasztás a szovjet idők hozadéka, de mégsem mondható olyan szinten elterjedtnek, mint mondjuk Nyugaton. Az országban 14 pincészet működik, a legrégebbi a szamarkandi Hovrenko, amit még 1927-ben alapítottak. Az üzbég borok nagyon jó minőségűek és közkedveltek, számos nemzetközi díjat tudhatnak ezért maguknak. A borokat főleg Oroszországba és más közép-ázsiai országokba exportálják.
A desszertek nem kimondottan jellemzők az üzbég gasztronómiában, sokkalta inkább előnyben részesíti a gyümölcsöket friss vagy pedig aszalt formában.
A kenyereket tekintve az üzbég kínálat nagyon változatos és sokszínű. A helyi specialitásokon túl orosz eredetű kenyereket is gyakran sütnek. Olyan ősi kenyérfajtákkal is találkozni itt, mint obi non, amelyet említ a Gilgames-eposz is.[forrás?]

## Sport
Üzbegisztáni sportolók összesen 49 érmet szereztek a nyári olimpiai játékokon, ebből 20-at ökölvívásban, 10-10-et birkózásban illetve cselgáncsban. A téli olimpiákon 1 aranyéremmel rendelkeznek síakrobatikában.
| Sport      | Arany | Ezüst | Bronz | Összesen |
| ---------- | ----- | ----- | ----- | -------- |
| Ökölvívás  | 10    | 2     | 8     | 20       |
| Birkózás   | 3     | 2     | 5     | 10       |
| Cselgáncs  | 1     | 2     | 7     | 10       |
| Súlyemelés | 2     | 1     | 1     | 4        |
| Taekwondo  | 2     | 1     | 0     | 3        |
| Torna      | 0     | 0     | 2     | 2        |

| Sport        | Arany | Ezüst | Bronz | Összesen |
| ------------ | ----- | ----- | ----- | -------- |
| Síakrobatika | 1     | 0     | 0     | 1        |

Az egyik leghíresebb üzbég sportoló a profi nehézsúlyú világbajnok ökölvívó Ruslan Chagayev.

## Ünnepek
Fix dátumú
| dátum     | üzbég név                      | orosz név                  | megjegyzés                                           |
| --------- | ------------------------------ | -------------------------- | ---------------------------------------------------- |
| jan. 1.   | Yangi Yil Bayrami              | Новый Год                  | újév                                                 |
| jan. 14.  | Vatan himoyachilari kuni       | День защитника родины      | A fegyveres erők ünnepe                              |
| márc. 8.  | Xalqaro Xotin-Qizlar Kuni      | Международный Женский День | nemzetközi nőnap                                     |
| márc. 21. | Navro'z Bayrami                | Навруз                     | perzsa újév                                          |
| máj. 9.   | Xotira va Qadirlash Kuni       | День Памяти и Почестей     | emléknap azokra, akik életüket áldozták az országért |
| szept. 1. | Mustaqillik Kuni               | День Независимости         | a függetlenség napja                                 |
| okt. 1.   | O'qituvchi va Murabbiylar Kuni | День Учителя и Наставника  | pedagógus nap                                        |
| dec. 8.   | Konstitutsiya Kuni             | День Конституции           | az alkotmány napja                                   |

Változó dátumúak
- A ramadán vége: a böjt megtörésének ünnepe
- 70 nappal később: áldozati ünnep